# 'A storia mia (2018)
A storia mia (2018) è un album del cantante Nino D'Angelo pubblicato dalla Digiphonic Records nel 2018. È una raccolta di vecchi brani.

## Brani
1. A storia mia
2. Je Song' O Tribunale
3. L'urdema carità
4. Mio Caro Direttore
5. L'onorevole
6. Maestra 'e pianoforte
7. Pietà
8. Nun Partì
9. E Figlie D'A Carità
10. C'aggia pavà
11. Onore E Dignità
12. Pronto mammà
13. Guaglione 'E Cullegio
14. Martinelli Mario
15. L'ultimo Natale e papà mio
16. Anema Mia